# A. J. Foyt Enterprises

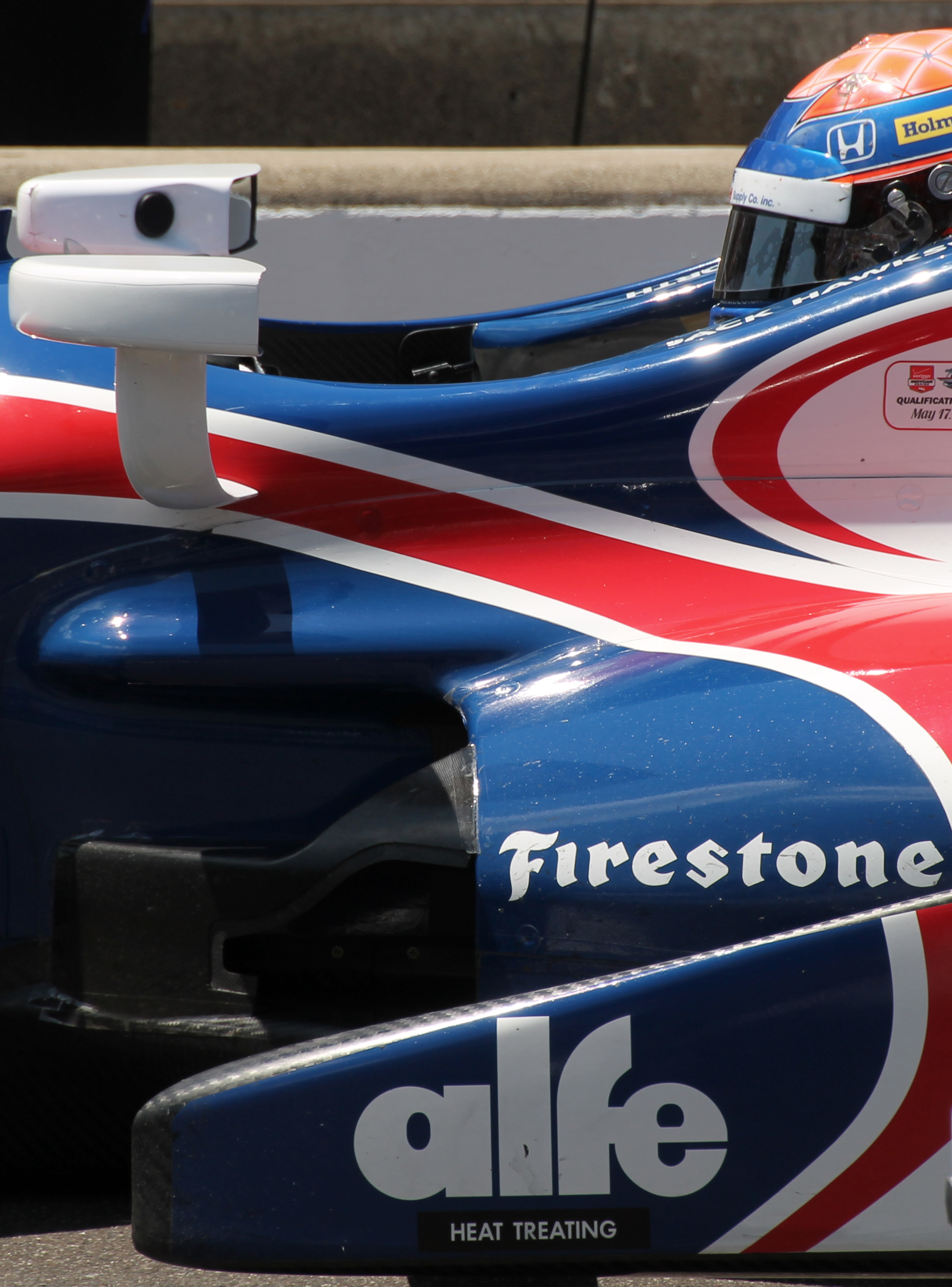
Jack Hawksworth, 2015

A. J. Foyt Enterprises ist ein Team der IndyCar Series, welches der US-Motorsportlegende A. J. Foyt gehört.
Das Team besteht bereits seit 1979, der Gründung der ChampCar-Serie. Heute ist es das einzige Team, das durchgehend seit 1996 in der Indy Racing League beziehungsweise der IndyCar Serie gefahren ist. In dieser Zeit hat man zweimal, 1996 mit Scott Sharp und 1998 mit Kenny Bräck die Meisterschaft gewonnen. In der Folgezeit versuchte Foyt seine mäßig talentierten Enkel A. J. Foyt IV und Larry Foyt als Fahrer in der Serie zu platzieren, was misslang. Larry ist seit 2007 Teammanager, A.J. IV fährt heute für Vision Racing. Bis Ende 2008 fuhr Darren Manning für das Team, beim Indianapolis 500 2008 setzte man zudem ein zweites Auto für Jeff Simmons ein. Für die Saison 2009 wurde Vitor Meira als neuer Fahrer des Teams bekannt gegeben.
Zwischen 1973 und 2004 setzte das Team auch immer wieder Fahrzeuge in der NASCAR ein. Eine komplette Saison blieb allerdings ebenso wie Top-5-Platzierungen die Ausnahme, Rennsiege gab es nie.